# لورينزو زورزولو
لورنزو زورزولو (من مواليد 21 مارس 2000 ) ممثل إيطالي. اشتهر بأدواره في المسلسل التلفزيوني الدرامي للمراهقين على نتفليكس بيبي ، وفيلم الدراما الكوميدية Netflix تحت شمس ريسكوتو ، والفيلم الدرامي المرشح لجائزة الأوسكار EO .

## سيرة شخصية
ولد لورينزو زورزولو في مدينة روما  والده فيديريكو زورزولو، وهو صحفي، ووالدته جابريا سيبولو، منتجة أفلام ومخرجة.   لديه أخت واحدة أكبر منه، اسمها لودوفيكا.  
في سن السابعة، ظهر زورزولو في إعلان تجاري مع لاعب كرة القدم فرانشيسكو توتي ، مما مهد طريقة إلى عالم التمثيل.   حضر معرض Scuola di Recitazione Omnes Artes ، التي أسسها فيروسكا روسي و قايدو قافرنيل. 
ذكر أن بإيليو جيرمانو ، وفاليريو ماستاندريا ، وباولو سورينتينو ، والأخوة دينوسينزو كأكبر قدوة له في عالم السينما. 

## فيلموغرافيا

### الأفلام
| سنة               | عنوان                                       | دور               | المرجع. |
| ----------------- | ------------------------------------------- | ----------------- | ------- |
| 2012              | عائلة مثالية                                | أنجيلو            | [ 10 ]  |
| 2013              | Outing - Fidanzati per sbaglio [الإنجليزية] | لورينزو           | [ 11 ]  |
| 2018              | Sconnessi [الإنجليزية]                      | جوليو رانييري     | [ 12 ]  |
| 2019              | Compromessi sposi [الإنجليزية]              | ريكاردو           | [ 13 ]  |
| 2020              | تحت شمس ريتشوني                             | فينتشنزو          | [ 14 ]  |
| 2020              | Weekend (2020 film) [weekend (film 2020)]   | اليساندرو         | [ 15 ]  |
| 2021              | Morrison (film) [الإنجليزية]                | لودوفيكو          | [ 16 ]  |
| 2022              | منظمة أصحاب العمل                           | فيتو              | [ 17 ]  |
| 2022              | تحت شمس أمالفي                              | فينتشنزو          | [ 18 ]  |
| 2023              | ديابوليك: من أنت؟                           | يونغ ديابوليك     | [ 19 ]  |
| سيتم تحديده لاحقًا | في يد دانتي                                 | سيتم تحديده لاحقًا | [ 20 ]  |

### التلفاز
| سنة                   | عنوان                                 | دور                       | ملحوظات            | المرجع. |
| --------------------- | ------------------------------------- | ------------------------- | ------------------ | ------- |
| 2008                  | دون ماتيو                             | سيمون                     | 1 حلقة             | [ 21 ]  |
| 2012                  | Un passo dal cielo                    | أندريا                    | 1 حلقة             | [ 22 ]  |
| 2015                  | Questo è il mio paese [الإنجليزية]    | نينو فيراري               | 6 حلقات            | [ 23 ]  |
| 2018                  | Una pallottola nel cuore [الإنجليزية] | ميشيل فروجوني             | 6 حلقات            | [ 24 ]  |
| 2018–20               | طفل                                   | نيكولو روسي جوفندر        | 18 حلقة            | [ 25 ]  |
| 2022 إلى الوقت الحاضر | بريزما                                | دانييلي                   | دور أساسي؛ 8 حلقات | [ 26 ]  |
| 2024                  | القصة                                 | كارلو فيفالدي/دافيد سيجري | سيتم تحديده لاحقًا  | [ 27 ]  |

## جوائز و ترشيحات
| سنة  | جائزة                                 | فئة | عمل | نتيجة  | المرجع. |
| ---- | ------------------------------------- | --- | --- | ------ | ------- |
| 2018 | مهرجان ريجيو كالابريا السينمائي       | بريميو ليوبولدو تريست | style="background: #99FF99; color: black; vertical-align: middle; text-align: center; " class="yes table-yes2"\|فوز                                               | [ 28 ] |         |
| 2020 | مهرجان جيفوني السينمائي               | جائزة المواهب المتفجرة\|style="background: #99FF99; color: black; vertical-align: middle; text-align: center; " class="yes table-yes2"\|فوز                       | جائزة المواهب المتفجرة\|style="background: #99FF99; color: black; vertical-align: middle; text-align: center; " class="yes table-yes2"\|فوز                       | [ 29 ] |         |
| 2021 | ناسترو دي أرجنتو                      | جائزة بيرسول لشخصية العام | موريسون\|style="background: #99FF99; color: black; vertical-align: middle; text-align: center; " class="yes table-yes2"\|فوز                                      | [ 30 ] |         |
| 2021 | مهرجان البندقية السينمائي الدولي      | style="background: #99FF99; color: black; vertical-align: middle; text-align: center; " class="yes table-yes2"\|فوز                                               | موريسون\|style="background: #99FF99; color: black; vertical-align: middle; text-align: center; " class="yes table-yes2"\|فوز                                      | [ 31 ] |         |
| 2022 | مهرجان مونت كارلو السينمائي للكوميديا | جائزة الجيل القادم: أفضل أداء تحت سن 30 عامًا\|style="background: #99FF99; color: black; vertical-align: middle; text-align: center; " class="yes table-yes2"\|فوز | جائزة الجيل القادم: أفضل أداء تحت سن 30 عامًا\|style="background: #99FF99; color: black; vertical-align: middle; text-align: center; " class="yes table-yes2"\|فوز | [ 32 ] |         |

## روابط خارجية
- لورينزو زورزولو في قاعدة بيانات الأفلام على الإنترنت